# Naturschutzgebiet Feldgehölz Almenscheid
Das Naturschutzgebiet Feldgehölz Almenscheid mit einer Größe von 1,0 ha liegt rund 1 km östlich von Altenhellefeld im Stadtgebiet von Sundern (Sauerland). Das Gebiet wurde 1993 mit dem Landschaftsplan Sundern durch den Kreistag des Hochsauerlandkreises erstmals als Naturschutzgebiet (NSG) mit einer Flächengröße von 0,9 ha ausgewiesen. Bei der Neuaufstellung des Landschaftsplaners Sundern wurde das NSG erneut ausgewiesen und vergrößert. Das NSG grenzt nördlich direkt an das Landschaftsschutzgebiet Seitental der Arpe und sonst grenzt das Landschaftsschutzgebiet Landwirtschaftliche Vorrangflächen zwischen Altenhellefeld, Grevenstein und Visbeck.

## Gebietsbeschreibung
Beim Feldgehölz Almenscheid handelt es sich um einen artenreichen Laubbaum-Mischbestand. Der Boden des Naturschutzgebietes ist bodendeckend mit einer artenreichen Krautschicht bedeckt. Beim Untergrund handelt es sich um einen Sparganophyllumkalk, auf dem ein flachgründiger und skelettreicher Erdboden liegt.

## Schutzzweck
Das Naturschutzgebiet wurde festgesetzt zum Schutz seiner hohen Artenvielfalt mit Rote-Liste-Pflanzenarten und seiner biogeographischen Bedeutung. Wie bei allen Naturschutzgebieten in Deutschland wurde in der Schutzausweisung darauf hingewiesen, dass das Gebiet „wegen der Seltenheit, besonderen Eigenart und Schönheit des Gebietes“ zum Naturschutzgebiet wurde.